# パーシモン (企業)
パーシモン（英: Persimmon plc）は、イギリスの住宅建設会社。ヨークに本拠を置き、グレートブリテン島地域を対象に、一戸建てからワンルームマンションまで取り扱う。ロンドン証券取引所上場企業（LSE: PSN）。

## 沿革
建設会社のGeorge Wimpeyに勤務していたDuncan Davidsonが、1965年にRyedale Homesを起業し住宅建設事業に着手、一度は同社の売却に追い込まれたが再起し、1972年にヨークでパーシモンを設立、1976年のイングランド南東地域進出を契機に事業の拡大が始まり、1979年にミッドランズ地域や南西地域に、1983年にはウェセックス地域に進出した。企業買収は1984年のSketchmead社が最初であり、その後1996年にIdeal Homes、2001年にBeazer Homes、2006年にWestbury Homesなどの買収が続き、イギリスの大手住宅建設会社に成長した。1985年にロンドン証券取引所に株式を公開した。
パーシモンのほか、Beazer Homesの後身であるCharles Church、Westbury Homesの後身であるWestbury Partnershipsのブランドを持ち、このほか住宅建設資材を供給するSpace4をグループに持つ。